# メロディー・チューバック
メロディー・チューバック（Melody Chubak、1997年1月29日 - ）は、日本の女性歌手。本名、メロディー・チューバック。日本名は美佐（みさ）。
東京都出身。日本人とカナダ人の間に生まれたハーフであり、家族での会話は、基本的に英語で話す。
NHK教育『天才てれびくんMAX』2007年度 - 2009年度てれび戦士として知られている。

## 略歴
- 2001年 - 4歳にしてラティナ・インターナショナル・コーポレーションへ所属し、歌手デビュー[1]。
- 2007年 - ディスカバリー・エンターテインメントに所属[2]。
- 2011年 - サンズエンタテインメントと業務提携。同年11月頃、業務提携を解消。同年12月、所属事務所ディスカバリー・エンターテインメントを退所[3]。

## ディスコグラフィ

### シングル
- ロコロコのうた（2006年8月30日） - ロコロコ・イエロー名義

### 配信シングル
- 獣KISS (2022年9月30日)

### アルバム
- メロディーちゃんとクリスマス（2006年11月18日）
- Melody（2017年1月25日）
- Harmony（2017年5月10日）
- Symphony（2018年1月24日）（ MBSラジオ「アッパレやってまーす!」および「ちょこっとやってまーす！」のテーマソング「アッパレ いまどき乙女！」収録）

### 参加作品
- アイス・エイジ2（2006年）（コーラス担当）
- トーマスをすくえ!! ミステリーマウンテン（挿入歌担当）
- おとなとこどものチャララ・ララ（清竜人『PEOPLE』収録）（2011年）（歌唱共演）
- プラスティック・メモリーズ（2015年）
- マクロスΔ（2016年） - ハインツ2世（歌担当）[4][5][6]
- CLIFF EDGE「Endless Tears 〜終わらないメロディー〜 feat. メロディー・チューバック」（2016年）
- ミラキュラス レディバグ&シャノワール（主題歌）
- アラジン（2019年）（コーラス担当）
- きかんしゃトーマス　おいでよ!未来の発明ショー!（2021年）（挿入歌コーラス担当）

## 出演

### テレビ
- 天才てれびくんMAX（2007年4月 - 2010年3月、NHK教育） - てれび戦士

### ラジオ
- オレたちゴチャ・まぜっ!〜集まれヤンヤン〜（2017年4月16日 - 2018年4月14日、MBSラジオ） - ヤンヤンガールズ9期生

### CM
- ノーベル、はちみつきんかんのど飴
- ダイハツ、ムーヴラテ
- 日本マクドナルド
- National、エアコン
- ミツカン、おべんと畑
- COCO'S
- Canon
- 松下電器産業
- 大阪ガス
- SONY、アイトーイ、PSPロコロコ
- Z会
- 東京ディズニーランド
- ユニ・チャーム、ムーニーマン
- ほっともっと、デミハンバーグ弁当
- ローソン、ATMならローソン!!（2011年）

### ゲーム
- ロコロコ（2006年、PSP） - ロコロコ・イエロー 役
- THE DOG ISLAND ひとつの花の物語（2007年、PS2・Wii） - テーマソング歌唱

ミュージックパレード編曲歌唱
I’m Late High Ho I wonder

### アニメ
- マクロスΔ（2016年） - ハインツ・ネーリッヒ・ウィンダミア 役(歌パート)

### ライブ
- LIVE 2017 “ワルキューレがとまらない” at 横浜アリーナ（2019年1月29日） - ハインツ・ネーリッヒ・ウィンダミア 役
- ワルキューレ FINAL LIVE TOUR 2023 ～Last Mission～（2023年5月20日～6月4日） - ハインツ・ネーリッヒ・ウィンダミア 役

### 吹き替え
- ライオン・キング:ムファサ（2024年）[7]
- ウィキッド ふたりの魔女（2025年、コーラス）[8]
- 白雪姫（2025年）[9]